# Megalobox
Megalobox (jap. メガロボクス Megarobokusu) ist eine Mangaserie und Anime-Fernsehserie von 2018 und Teil eines 50-Jahre-Jubiläums von Ashita no Joe. Der Anime wurde von Studio TMS Entertainment produziert, dessen Manga-Adaption wurde von Chikara Sakuma gezeichnet.
Die Handlung dreht sich um den Untergrundboxkämpfer JNK.DOG, welcher seinen Lebensunterhalt durch Kampfmanipulationen verdient, indem er absichtlich verliert. Die Kämpfer haben eine zusätzliche mechanische Ausrüstung, Gear genannt, um ihre körperlichen Fähigkeiten zu verstärken.

## Manga
Von Februar bis August 2018 erschien im Magazin Shōnen Magazine Edge bei Kadokawa Shoten eine Mangaserie zu Megalobox mit dem Untertitel Shukumei no Sōken. Sie wurde gezeichnet von Chikara Sakuma und basiert auf dem Konzept zur Fernsehserie. Die Kapitel wurden in zwei Sammelbänden veröffentlicht.

## Anime
Das Studio TMS Entertainment produzierte unter der Regie von Yō Moriyama die Fernsehserie, die auf einem Konzept von Katsuhiko Manabe und Kensaku Kojima basiert und an die Serie Ashita no Joe von 1968 anknüpft. Das Charakterdesign entwarf Hiroshi Shimizu und die Musik komponierte mabanua. Das Vorspannlied ist Bite von LEO Imai und der Abspann ist unterlegt mit dem Titel Kakatte koi yo (かかってこいよ) von Emi Nakamura.
Die erste Staffel der Serie wurde vom 6. April bis 29. Juni 2018 von TBS in Japan ausgestrahlt, jeweils 9 Tage später folgte die Ausstrahlung bei BS-TBS. Die Plattform Crunchyroll veröffentlichte den Anime parallel mit englischen, portugiesischen, spanischen und arabischen Untertiteln, während Anime Digital Network ihn mit französischen Untertiteln anbietet.
Polyband Medien sicherte sich die Lizenz für den deutschsprachigen Raum und kündigte an, die erste Staffel der Serie voraussichtlich ab dem 22. Februar 2019 in drei Volumes mit deutscher Synchronisation zu veröffentlichen. Die erste Volume wurde jedoch auf den 8. März 2019 verschoben, die Volumeanzahl auf vier geändert und ein Sammelschuber angekündigt. Die Free-TV-Ausstrahlung der ersten Staffel erfolgte ab dem 27. August 2019 auf dem deutschen Sender ProSieben Maxx.
Die zweite Staffel der Serie startete am 4. April 2021 im japanischen Fernsehen und wird bei Wakanim mit deutschen Untertiteln kurz nach Ausstrahlung gezeigt.
| Rolle          | japanische Sprecher (Seiyū) | deutsche Sprecher      |
| -------------- | --------------------------- | ---------------------- |
| JNK.DOG/Joe    | Yoshimasa Hosoya            | Patrick Roche          |
| Yūri           | Hiroki Yasumoto             | Matthias Klie          |
| Fujimaki       | Hiroyuki Kinoshita          | Robinson Reichel       |
| Sachio         | Michiyo Murase              | Patricia Strasburger   |
| Yukiko Shirato | Nanako Mori                 | Katharina Schwarzmaier |
| Gansaku Nanbu  | Shiro Saito                 | Gerhard Jilka          |